# Irschenberg
Irschenberg es uno de los 15 municipios, que junto con las ciudades de Miesbach y Tegernsee integran el distrito de Miesbach, en Alta Baviera, en la región de los Alpes.